# ویکی وایکینگ
ویکی وایکینگ یک مجموعه تلویزیونی کودکانه پویانمایی محصول کشورهای اتریش، آلمان و ژاپن است که در ۷۸ قسمت بین سال‌های ۱۹۷۴ تا ۱۹۷۶ از شبکه‌های ‍زد د اف آلمان و فوجی تلویژن ژاپن و او آر اف اتریش پخش شد. این مجموعه در مورد ماجراهای ویکی یک وایکینگ جوان است که به وسیله هوش خود به گروه وایکینگ همراه خود کمک می‌کند.
در ایران، در دهه ۱۳۷۰ این مجموعه تلویزیونی توسط سازمان صدا و سیمای جمهوری اسلامی ایران از شبکه ۲ با دوبله فارسی پخش شد.

## خلاصه داستان
ویکی پسر جوانی با موهای بلند قرمز رنگ است که به همراه پدر و مادر و خواهر خود در یک دهکده وایکینگی کوچک به نام فلِیک یا فلاکِه (Flake) زندگی می‌کنند. پدرش رئیس و فرمانده آن دهکده است ولی مانند بقیه وایکینگ‌ها نیست و خجالتی و ضعیف است ولی به کمک هوش زیاد پسرش در وضعیت‌های ناامید کننده به وایکینک‌های دیگر و دوستانش کمک می‌کند. راه‌حل‌های ویکی به سن و سال او نمی‌خورد.

## شخصیت‌های اصلی
- ویکی: شخصیت اصلی داستان، پسر ۱۰ ساله‌ای که خیلی ترسو است ولی به کمک هوش خود هر مشکلی که برایش پیش می‌آید را در آخر حل می‌کند.
- هالوار: پدر ویکی و رئیس دهکده فلید است. دارای شخصیتی است که فکر می‌کند همه کارها و مشکلات را با زور و نیروی بدنی حل کرد ولی فهمیده‌است که به حرف‌ها و ایده‌های ویکی گوش دهد.
- تجور و اسنور: دو عضو گروه هالوار که همیشه با هم دعوا می‌کنند.
- یوروب: پیرترین وایکینگ در گروه هالوار.
- فیکس: بزرگترین و قوی‌ترین ولی آهسته‌ترین وایکینگ عضو گروه هالوار که با ویکی رابطه نزدیکی دارد.
- یولوا: مادر ویکی که بیش از پدر ویکی به هوش او اعتماد دارد.
- یولوی: دختر جوان در دهکده فلیک که با ویکی همسایه‌است.
- گیلبی: قوی‌ترین پسر در دهکده فلیک و نخستین رقیب هم سن ویکی.